# Blanche Walsh
Blanche Walsh (4 de enero de 1873 – 31 de octubre de 1915)[cita requerida] fue una actriz teatral estadounidense muy apreciada que apareció en una película, Resurrection, basada en la novela de León Tolstói y la primera adaptación cinematográfica de tres rollos de cualquier historia de Tolstói.

## Biografía
El padre de Walsh era Thomas Power "Fatty" Walsh, un político de Tammany y director de prisión. Debutó en los escenarios a los 15 años, en 1888, y actuó en la compañía teatral de Charles Frohman. Walsh actuó durante años como telonera de grandes nombres como Marie Wainwright, William Gillette y Nat C. Goodwin. En 1896 acompañó a Goodwin en una gira por Australia con Trilby.

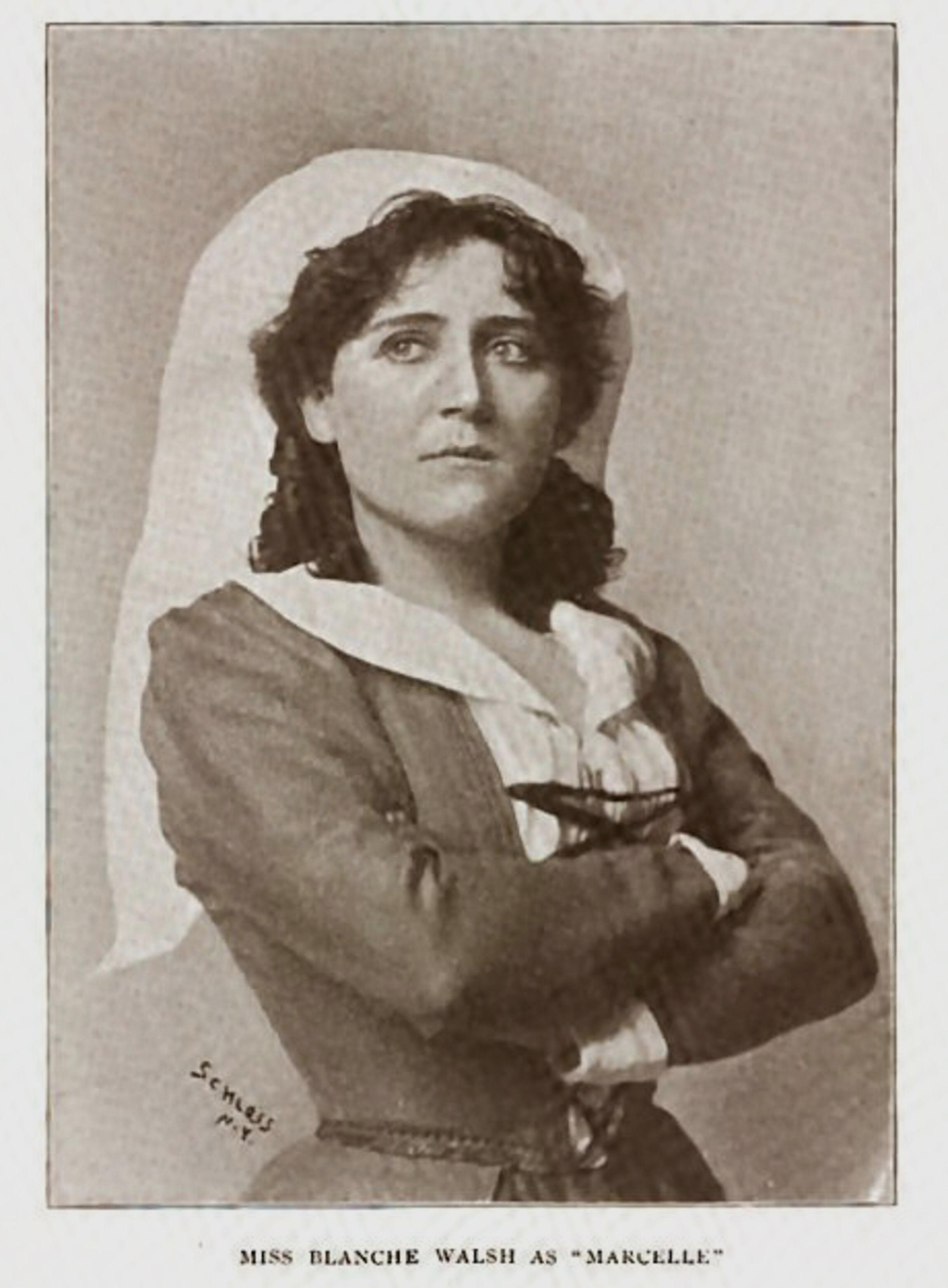
Walsh como Marcelle
The International, Volume 9; 1900

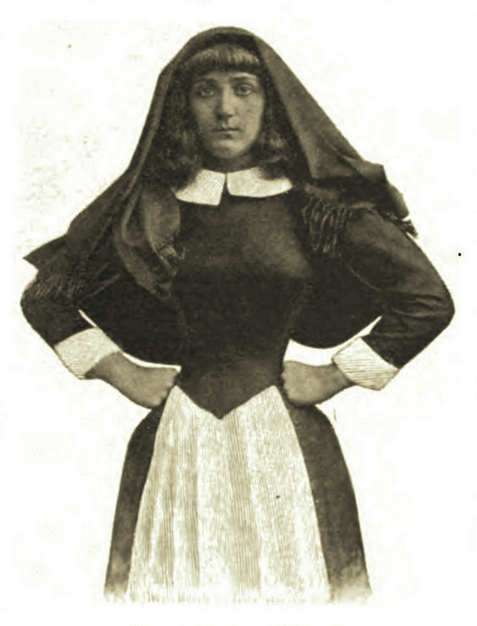
Blanche Walsh como "Trilby"

Walsh comenzó a interpretar los papeles emotivos que había interpretado Fanny Davenport, ya que esta última estuvo enferma durante un tiempo antes de su muerte en 1898. Walsh era mucho más joven que Davenport, pero se le parecía mucho. Tras varios años aprendiendo a interpretar papeles emotivos, Walsh pasó a interpretar papeles más desafiantes, como el de Maslova, la prostituta de Resurrection, de Tolstói, y el de Margaret Rolfe en The Woman in the Case.
En 1901, Walsh actuó durante cuatro semanas en el Teatro Elitch de Denver, Colorado. Debutó en Under Two Flags, la dramatización de la novela de Ouida por el denveriano Edward Elsner. El biógrafo de Mary Elitch Long, propietaria del Elitch Theatre, escribió que "cuando Blanche Walsh se interesa de verdad por un papel, no hay ninguna mujer en el escenario que interprete con más pasión y realismo intenso." En su tercera semana en el teatro, Walsh actuó en Romeo and Juliet, "ella como Romeo y Maude Fealy como Julieta."
La estancia de Walsh en el Teatro Elitch fue un gran éxito, pero Mary Elitch informó de que "la dirección fue acusada de una liberalidad sin precedentes cuando se hizo público que la señorita Walsh recibía un salario semanal de 750 dólares."
En 1904 protagonizó una producción de The Kreutzer Sonata, de Tolstói. Un antiguo cortometraje mudo de 1905 de Thomas Edison muestra la marquesina de un teatro anunciando la aparición de Blanche Walsh en una obra. El nombre de Walsh aparece en letras grandes y en negrita, pero ella no aparece en ninguna parte de la película. En 1912, Walsh aceptó hacer una película para una productora independiente, una adaptación cinematográfica de la obra de Tolstói en la que había actuado en el teatro, Resurrection. La película se distribuiría a través de la nueva empresa Famous Players de Adolph Zukor. Esto ocurrió más o menos al mismo tiempo que Zukor estaba proyectando Queen Elizabeth, un largometraje francés protagonizado por Sarah Bernhardt. El objetivo de Zukor era atraer a grandes estrellas de Broadway para hacer largometrajes, películas de más de 50 minutos. Walsh fue una de las primeras estrellas importantes del teatro en hacer una película de más de 30 minutos de duración. Hoy en día, Resurrection es una película perdida.

## Vida personal
Walsh estuvo casada con Alfred Hickman desde 1896 hasta 1903. Walsh se volvió a casar con William Travers en 1906, con quien permaneció casada hasta su muerte. No tuvo hijos.
James J. Walsh, abogado de la ciudad de Nueva York y miembro del Congreso, era primo hermano de Walsh; su padre Thomas era hermano del padre de James Walsh, William.

## Muerte
Walsh, al igual que Fanny Davenport, parecía sufrir problemas de salud. Las crónicas periodísticas de la época registran sus ocasionales hospitalizaciones.
Walsh falleció el 31 de octubre de 1915, tras una última recaída de sus problemas renales. Su repentina muerte supuso un shock tanto para los aficionados al teatro como para los periodistas.